# Oh Mann, oh Mann…
Oh Mann, oh Mann… ist das vierte Studioalbum der deutschen Pop- und Schlagersängerin Juliane Werding. Es erschien 1977 beim Plattenlabel Hansa Musik Produktion.

## Hintergrund
Auf dem Album sind mehrere Titel enthalten, die von Werding in deutscher Sprache gecovert wurden, so von Bobbie Gentry den Titel Ode to Billie Joe, Jimmy Buffetts Margaritaville, den Rhythm-and-Blues- und Soulsong I Heard It Through the Grapevine von The Miracles, Elton Johns Sorry Seems to Be the Hardest Word und Hey Jude von The Beatles.
Oh Mann, oh Mann, wo hat der Mann nur seine Augen erschien 1977 mit der B-Seite Bei mir liegst du richtig bei Hansa Musik Produktion als einzige Single des Albums. In der Deutschen Demokratischen Republik erschien das Lied 1978 beim Plattenlabel Amiga zusammen mit Wenn du denkst, du denkst, dann denkst du nur, du denkst als B-Seite. Am 14. Januar 1978 trug Werding den Titel bei der NDR-Show Die aktuelle Schaubude vor.
Das aus zwölf Titeln bestehende Album Oh Mann, oh Mann… wurde mit dem Produzenten Peter Meisel, der neun Titel verantwortet, und Tony Hendrik, der die drei Titel des Albums produzierte, aufgenommen. Rolf Zuckowski schrieb gemeinsam mit Peter Reber für Werding den Titel Eine Nummer zu groß. Nach Wenn du denkst, du denkst, dann denkst du nur, du denkst im Jahr 1975 fungierte Gunter Gabriel für das Lied …und darum Herr Richter über ein zerrüttetes Ehepaar, das seine Scheidung vor dem Richter rechtfertigen muss, erneut als Autor und sang den Titel mit ihr als Duett. In dem Lied Friedhelm der Killer singt sie über die Stechmücke und personifiziert diese als Friedhelm.
Das Frontcover zeigt Werding seitlich sitzend auf einem Sofa mit braunem Polster. Im Hintergrund befindet sich eine tapezierte Wand mit mehreren Bildern in verschiedenen Größen; das größte Bild stellt eine goldgelbe Katze dar.

## Titelliste
| #  | Titel                                                                                     | Autor(en)                                            | Produzent(en)                | Länge |
| -- | ----------------------------------------------------------------------------------------- | ---------------------------------------------------- | ---------------------------- | ----- |
| 1  | Oh Mann, oh Mann, wo hat der Mann nur seine Augen                                         | Tony Hendrik, Frank Thorsten                         | Tony Hendrik, Karin Hartmann | 3:42  |
| 2  | Nachruf auf Luigi Thomasetti (Coverversion von Ode to Billie Joe)                         | Bobbie Gentry, Hans-Ulrich Weigel                    | Peter Meisel                 | 4:37  |
| 3  | Sonnenbrand in Westerland (Coverversion von Margaritaville)                               | Hans-Ulrich Weigel, Jimmy Buffett                    | Peter Meisel                 | 3:21  |
| 4  | Ich hab' was läuten hören (Coverversion von I Heard It Through the Grapevine)             | Hans-Ulrich Weigel, Barrett Strong, Norman Whitfield | Peter Meisel                 | 3:24  |
| 5  | Eine Nummer zu groß                                                                       | Peter Reber, Rolf Zuckowski                          | Peter Meisel                 | 3:23  |
| 6  | …und darum Herr Richter                                                                   | Gunter Gabriel                                       | Peter Meisel                 | 4:07  |
| 7  | Bei mir liegst du richtig                                                                 | Tony Hendrik, Karin van Haaren, Juliane Werding      | Tony Hendrik                 | 3:42  |
| 8  | Verzeih' mir zu sagen ist so schwer (Coverversion von Sorry Seems to Be the Hardest Word) | Hans-Ulrich Weigel, Elton John, Bernie Taupin        | Peter Meisel                 | 3:38  |
| 9  | Friedhelm der Killer                                                                      | Hans-Ulrich Weigel, Ralf Nowy                        | Peter Meisel                 | 3:26  |
| 10 | Herr Wirt, ich will zahlen                                                                | Norman Ascot                                         | Tony Hendrik                 | 3:54  |
| 11 | Du gehörst an die Leine, Paul                                                             | Hans-Ulrich Weigel, Achim Heider                     | Peter Meisel                 | 3:07  |
| 12 | Hey Jude (Coverversion von Hey Jude)                                                      | John Lennon, Paul McCartney, Hans-Ulrich Weigel      | Peter Meisel                 | 4:42  |